# 名護市役所
名護市役所（なごしやくしょ）は、地方公共団体である名護市の執行機関としての事務を行う施設（役所）である。1981年6月に完成した庁舎は、第33回日本建築学会賞を受賞している。

## 経緯
1970年、名護町・羽地村・久志村・屋部村・屋我地村の5町村が合併し、名護市が発足した。人口増や業務量の増加から、市庁舎の建設が課題となる。1976年8月、市民代表19名からなる「名護市庁舎建設委員会」が組織され、新たな市のシンボル、地域自治の拠点としての庁舎建設に向けた検討が行われた。同委員会は1977年6月、市の中心部に近い教育委員会の敷地が適しているとの答申を行った。次いで、庁舎の設計方法について、市民の共有財産となる建物を作るにあたっては広く公募によって行うことがふさわしいとして、「2段階・公開設計競技」を答申。これを受け、1978年8月から1979年3月にかけて設計競技を行ったところ、日本全国から308案がよせられた。そのうちの5案から第2次競技を行い、象設計集団とアトリエ・モビルの合同による「Team Zoo」の設計案が入選した。彼らは吉阪隆正の事務所から独立したメンバーを中心とする若手建築家グループで、コンペが行われる以前から沖縄を訪れ集落調査を続けていた。今帰仁村中央公民館の設計で、沖縄での実績も持っていた。市庁舎は市制施行10周年記念事業として1980年3月に着工。約1年の工期を経て、1981年4月に竣工した。1999年には、職員数増加に合わせ別棟を増築した。

### 建替え案
完成から40年余りが経過し老朽化が進んだこと、また耐震性にも問題を抱えていることから、市は2020年度末に策定した公共施設等総合管理個別計画において、市庁舎および国道を挟んだ名護市民会館の将来的な建て替えの方針を示した。2023年6月に、移転や建て替えの検討に入ったと報じられたが、職員や市民を対象としたアンケート調査には建物の保存を求める意見も寄せられた。

## 建築
庁舎は名護市中心部に位置する。南側は国道58号と下水処理場を挟みその先は名護湾となる。北側は広場を挟み、住宅や商店が立ち並ぶ市街地である。
二色のコンクリートブロックの立体格子で構成された外観が大きな特徴で、南面には、名護市の集落の数55に市庁舎の分を加え56体のシーサーが据え付けられていたが、台風や塩害で劣化が進み、安全のため2019年にすべて撤去された。北側は段状にセットバックし、上部にはパーゴラ状の庇が架かる。「アサギテラス」と名付けられたこの空間は、沖縄の集落に神が下りてくる場所として設けられるアサギ（カミアシャギ）のイメージを取り入れたものであり、開庁時間帯以外にも常時開放されている
。1階の庇にはブーゲンビリアが生い茂る。西棟と東棟の間の南面には、片道約28mの巨大なスロープがあり、郵便配達のオートバイなども利用する。「風の道」と名付けられた通風口や、土による屋上の遮熱、ルーバーによる遮光などの工夫が施され、完成当初はエアコンによる空調を必要としなかったが、2000年の沖縄サミットの前後にエアコンが設置された。

## 部署
- 1階西棟 - 子育て支援課、保育・幼稚園課、社会福祉課、介護長寿課
- 1階東棟 - 会計課、税務課、市民課、国民健康保険課、健康増進課、建築住宅課、銀行ATM
- 2階西棟 - 子育て支援課こどもPT、教育委員会
- 2階東棟 - 農林水産課、園芸畜産課、農業政策課、農業委員会、企画政策課、総務課、財政課、市長室
- 2階別棟 - 都市計画課、建設住宅課、建設土木課
- 3階東棟 - 図書資料室、名護市議会
- 3階別棟 - 用地課、土地開発公社、会議室

このほか、名護市産業支援センター内の商工・企業誘致課、観光課、名護市民会館内の地域力推進課、文化スポーツ振興課、教育施設課など一部部署は本庁舎外に所在する。